# Tyranneau imberbe
Camptostoma imberbe
Espèce
Statut de conservation UICN

 LC  : Préoccupation mineure
Le Tyranneau imberbe (Camptostoma imberbe) est une espèce de passereaux de la famille des Tyrannidés.

## Répartition
Cet oiseau se trouve de l'extrême sud-est de l'Arizona et du Texas aux États-Unis en passant par le Mexique et l'Amérique centrale jusqu'au nord-ouest du Costa Rica.

## Habitat
Cette espèce vit dans les bois clairs, les champs et les jardins arborés.

## Nidification
Le nid en forme de dôme est fait de fibres végétales ou des feuilles avec une entrée latérale. Il est placé par une fourche d'arbre. La couvée typique a deux œufs blancs, marqués de roux et de lilas principalement à l'extrémité la plus large. Elle est assurée par la qui les couve de 14 à 15 jours, avec 17 jours supplémentaires pour la mue imaginale.

## Description
Cet oiseau mesure 10,2 cm de long et pèse 7,5 g. La tête est brun foncé avec une crête érectile et un sourcil pâle. Les parties supérieures sont gris-vert devenant plus pâle sur la croupe. Les ailes sont brunes avec du jaune à l'extrémité des plumes et deux barres alaires blanchâtres. La queue est brune, la gorge grise, la poitrine jaunâtre, l'abdomen est jaune. Le bec est rosâtre.
Les deux sexes sont semblables

## Comportement
Ce sont des oiseaux très actifs, qui se nourrissent d'insectes, d'araignées et de baies. L'appel est fort, sifflé Fleeeeeerrr, parfois rompu par un fleeer-it, ou un flee-flee-flee-flee. Quand il fait la cour, ou lorsqu'il est effrayé, l'oiseau dresse la crête, agite la queue et émet un appel excité.